# Göta älv
De Göta älv is een Zweedse rivier die het water van het Vänermeer in het Kattegat en de Noordzee afvoert.
De Göta älv mondt bij Göteborg aan de westkust van Zweden in het Kattegat uit. De rivier is in de regio Götaland gelegen. De omgeving van de rivier was de locatie van een vroege Gautische nederzetting. Het Bohus Fort van die nederzetting is bij de rivier ter hoogte van Kungälv gelegen. Op dit punt splitst de rivier zich in tweeën, het noordelijke gedeelte stroomt verder als de Nördre älv en het zuidelijke gedeelte behoudt de naam Göta älv.
Bij Trollhättan bevindt zich de Trollhättefallen en is in de rivier een dam aangelegd met daarbij sluizen en twee waterkrachtcentrales om energie op te wekken, de Waterkrachtcentrale Hojum en Olidan. De sluizen zorgen ervoor dat de rivier bevaarbaar is. Het kunstmatige gedeelte wordt het Trollhättekanaal genoemd. De Göta älv en het Trollhättekanaal vormen samen met het Götakanaal een waterweg die via het Vänermeer en het Vättermeer dwars door het zuiden van Zweden loopt en zo het Kattegat met de Oostzee verbindt.
De waterkrachtcentrale voorzag de zware staalindustrie in Trollhättan van energie, daarmee een bijdrage leverend aan de industriële revolutie van het gebied. In de zomermaanden worden de sluizen een paar minuten per dag opengezet voor de toeristen.
De laatste jaren vraagt men zich af of de maximale uitstroomcapaciteit van 1000 m3/s genoeg is als bij hevige regenval het Vänermeer zou overstromen, waardoor grote schade kan ontstaan. In het verleden hield men dit voor onmogelijk, maar in 2001 stond het water van het meer 1 meter boven het maximumpeil, en sommige meren verder stroomopwaarts hadden een nog hoger peil (Glafsfjord 3 meter boven maximumpeil). Maandenlang voerde de Göta älv toen 1100 m3/s af, wat een verhoogd risico op aardverschuivingen met zich meebracht. De oplossing voor dit probleem zou moeten komen van een watertunnel tussen Vänersborg en Uddevalla.
Langs de rivier bestaat een grote kans op aardverschuivingen. In de historie zijn aantekeningen gevonden van 15 aardverschuivingen. De grootste waren in de jaren 1150, 1648, 1950 en 1957.

## Aardverschuiving 1957
Op vrijdag 7 juni 1957 om 11:25 (de dag voor Pinksteren) verdween twee kilometer van de rivieroever. De aardverschuiving vond voornamelijk plaats in het fabrieksgebied van AB Göta Bruk. De helft van de sulfietfabriek werd gesloopt. De aardverschuiving was bijna 2 km lang en besloeg ongeveer 32 hectare. Drie mensen kwamen om bij de aardverschuiving, verscheidene raakten gewond en de materiële schade was groot. Ten tijde van de aardverschuiving waren er zo'n 108 vrachtschepen op het Vänermeer. Het baggeren van de waterweg duurde enige weken waarna de schepen konden vertrekken naar de Noordzee.
- Gemeinsame Normdatei: 4631089-7
- Virtual International Authority File: 315527281